# Матиков, Александр Пантелеевич
Александр Пантелеевич Матиков (15 ноября 1907, Лозны — 8 марта 1982, Киев) — подполковник, командир 673-го штурмового авиаполка 266-й штурмовой авиадивизии 1-го штурмового авиакорпуса 5-й воздушной армии 2-го Украинского фронта, Герой Советского Союза.

## Биография
Родился 15 ноября 1907 года в селе Лозны Подольской губернии (ныне Летичевский район Хмельницкой области) в семье рабочего. Украинец. Член КПСС с 1931 года. Окончил семь классов средней школы. Работал на сахарных заводах Украины, затем в Ленинграде на фабрике «Красный швейник».
В 1932 году призван в ряды Красной Армии. В 1935 году окончил Харьковскую военно-авиационную школу пилотов. Участник советско-финской войны 1939—1940 гг.
В боях Великой Отечественной войны с февраля 1943 года. Воевал на 2-м Украинском фронте. Неоднократно вылетал на штурмовку скоплений войск противника. В декабре 1943 года подполковник А. П. Матиков сделал 32 боевых вылета, нанеся противнику большой урон в живой силе и технике.
Указом Президиума Верховного Совета СССР от 1 июля 1944 года за образцовое выполнение боевых заданий командования по уничтожению живой силы и техники противника и проявленные при этом мужество и героизм подполковнику Александру Пантелеевичу Матикову присвоено звание Героя Советского Союза с вручением ордена Ленина и медали «Золотая Звезда» (№ 1977).
После войны продолжал службу в Военно-воздушных силах СССР. С 1955 вышел в запас в звании полковника. Жил в Киеве. Умер 8 марта 1982 года. Похоронен на Лукьяновском военном кладбище.